# إفرايم بي هولمز
إفرايم بي هولمز (بالإنجليزية: Ephraim P. Holmes) هو ضابط أمريكي، ولد في 14 مايو 1908 في Downsville, New York ‏ في الولايات المتحدة، وتوفي في 23 فبراير 1997 في ويليامزبرغ في الولايات المتحدة.